# Mosu
Mosu – wieś w Botswanie w dystrykcie Central. Według spisu ludności z 2011 roku wieś liczyła 1792 mieszkańców.